# Joaquín González Castro
José Joaquín González Castro  (Córdoba, Veracruz) llegó a Quintana Roo desde en 1977. Político en el Estado de Quintana Roo.  Se ha  desempeñado como senador por el Estado de Quintana Roo, Magistrado Presidente del Tribunal Superior de Justicia del Estado de Quintana Roo, fue Presidente del Ayuntamiento de Benito Juárez, Quintana Roo. Actualmente es Consejero de la Judicatura del Poder Judicial del Estado de Quintana Roo.

## Historia
Es graduado con Licenciatura en la Facultad de Derecho de la Universidad Autónoma de México, obtuvo su diplomado en Derecho Notarial en la UNAM y en Derecho Civil en la Universidad de Salamanca, España.
Ha pertenecido al servicio público por 50 años en los poderes legislativo, ejecutivo y judicial y un organismo constitucional autónomo (CNDH); así como en los niveles municipal, estatal y federal. 
Le fue otorgada la Presea al Mérito Judicial Manuel Crescencio García Rejón y Alcalá por la Comisión Nacional de Tribunales Superiores de Justicia de la República Mexicana.